# Antoni Maszewski
Antoni Maszewski (ur. 5 maja 1908 w Kamieńsku. zm. 5 sierpnia 1944 pod Roncitelli) – polski lekkoatleta, oficer; reprezentant Polski na Igrzyskach Olimpijskich w Berlinie w 1936.

## Życiorys
Wielokrotny medalista mistrzostw kraju na różnych dystansach (w tym 8 złotych medali w biegu na 400 metrów przez płotki). Rekordzista Polski w biegach na dystansie 500 metrów, sztafecie 4 × 400 metrów i sztafecie szwedzkiej. Reprezentant Polski na Igrzyskach Olimpijskich w Berlinie w 1936.
Absolwent gimnazjum i liceum im. Bolesława Chrobrego w Piotrkowie Trybunalskim.
Na stopień podporucznika został mianowany ze starszeństwem z 1 stycznia 1936 i 1. lokatą w korpusie oficerów rezerwy piechoty. Później, jako oficer rezerwy został powołany do służby czynnej, a z dniem 1 kwietnia 1938 przemianowany na oficera służy stałej, w stopniu porucznika i 1. lokatą w korpusie oficerów audytorów. W 1939 pełnił służbę w Wojskowej Prokuraturze Okręgowej Nr 5 w Krakowie na stanowisku asystenta.
Uczestnik kampanii wrześniowej (bitwy pod Kutnem i Kockiem); oficer Samodzielnej Brygady Strzelców Karpackich (bitwa o Tobruk) i 6 Batalionu Strzelców Karpackich (bitwa o Monte Cassino). 9 czerwca 1944 został zastępcą dowódcy, a 5 lipca dowódcą 4 Batalionu Strzelców Karpackich (bitwa o Ankonę, bitwa pod Roncitelli). Awansowany na stopień majora.
Zginął w bitwie pod Roncitelli, pośmiertnie odznaczony Krzyżem Srebrnym Orderu Wojennego Virtuti Militari, Krzyżem Walecznych, Srebrnym Krzyżem Zasługi z Mieczami i Krzyżem Pamiątkowym Monte Cassino. Pochowany na Polskim Cmentarzu Wojennym w Loreto.